# La Tour-sur-Orb
La Tour-sur-Orb is een gemeente in het Franse departement Hérault (regio Occitanie). De plaats maakt deel uit van het arrondissement Béziers. La Tour-sur-Orb telde op 1 januari 2022 1.346 inwoners.
|  |  |

## Geografie
De oppervlakte van La Tour-sur-Orb bedroeg op 1 januari 2022 30,65 vierkante kilometer; de bevolkingsdichtheid was toen 43,9 inwoners per km².

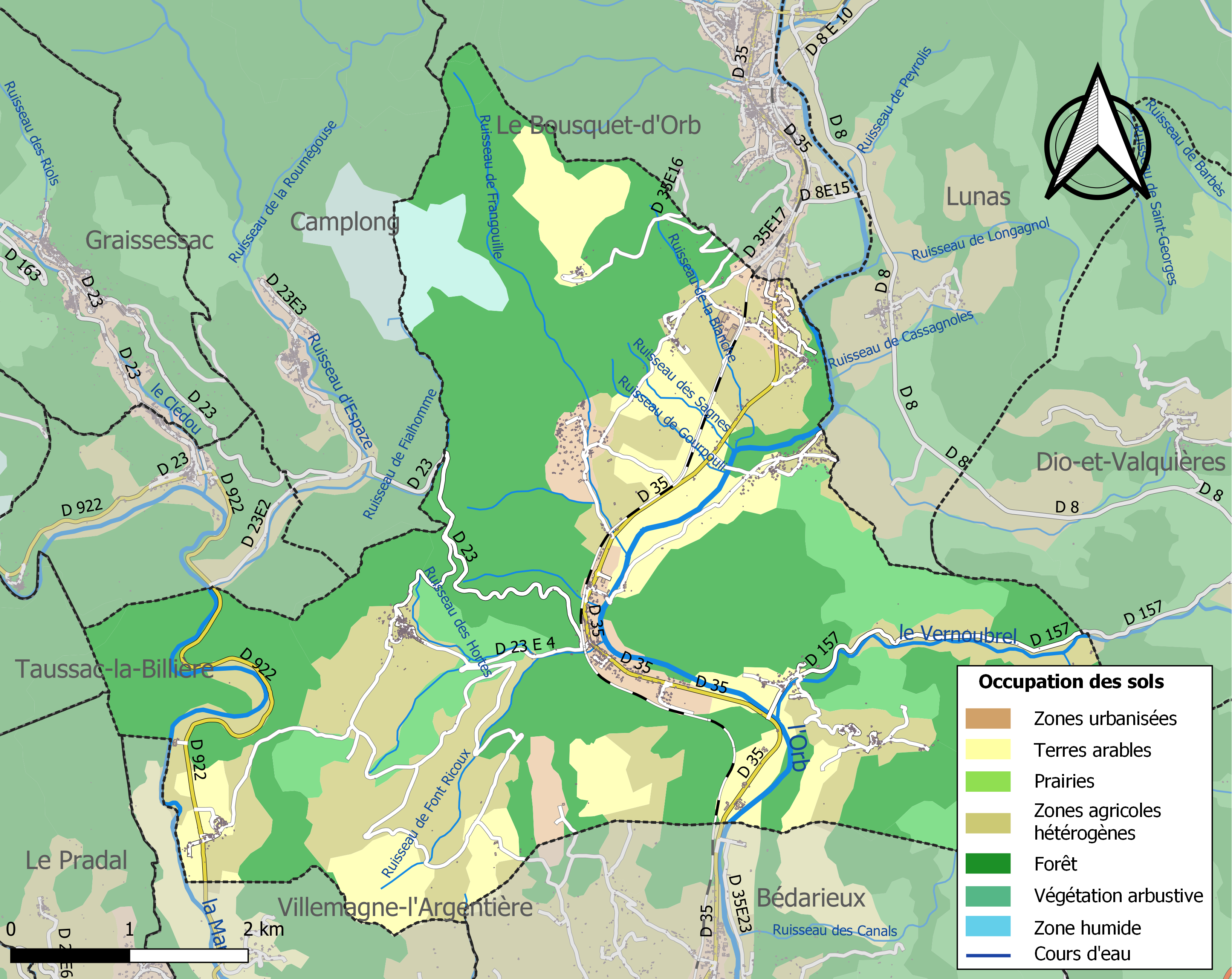
Kaart van de gemeente met belangrijkste infrastructuur, bodemgebruik en omliggende gemeenten

## Demografie
Onderstaande figuur toont het verloop van het inwonertal (bron: INSEE-tellingen).